# Hlídková jeskyně

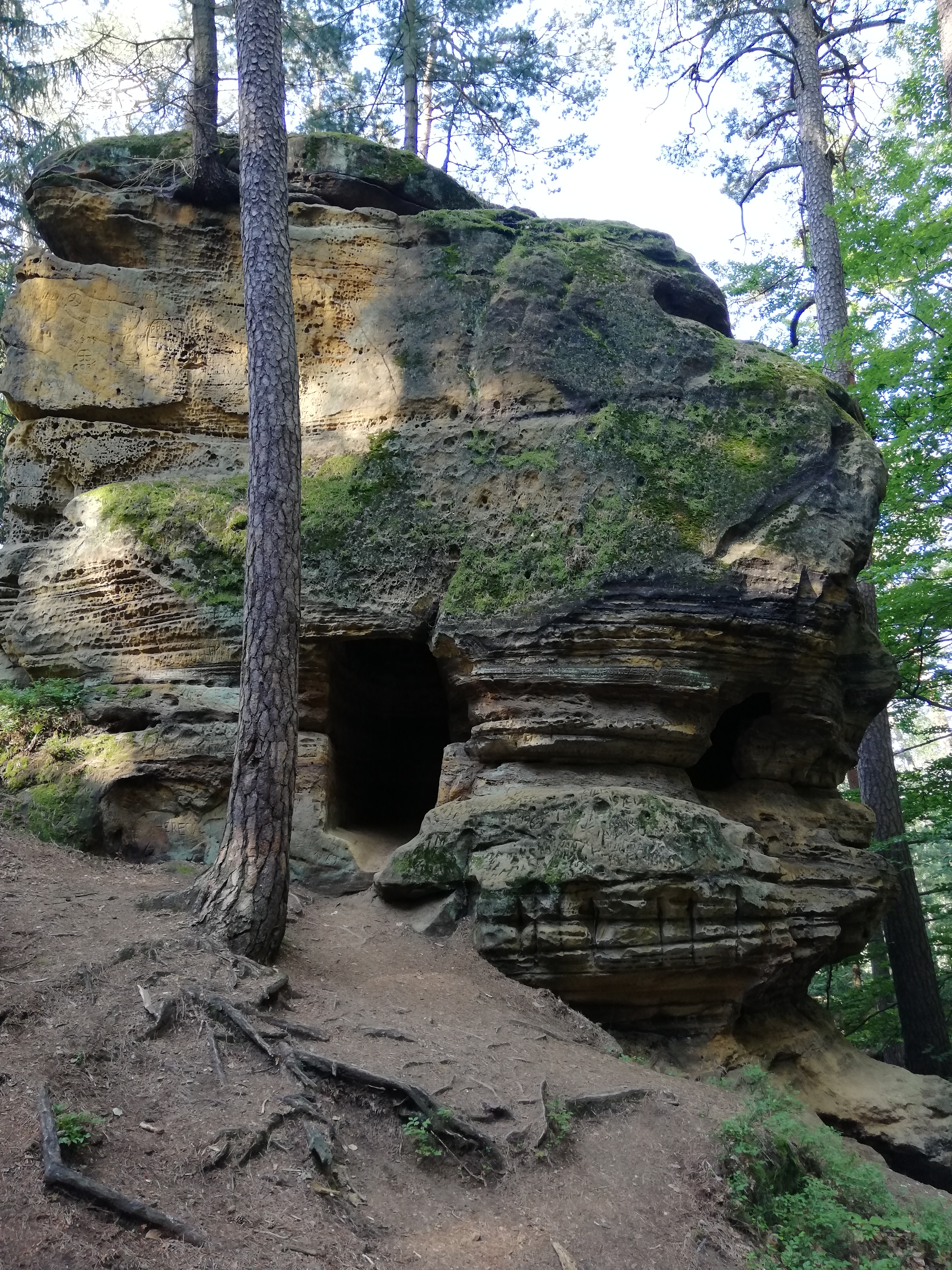
Pohled na „vstupní otvor“ do Hlídkové jeskyně (léto 2020)

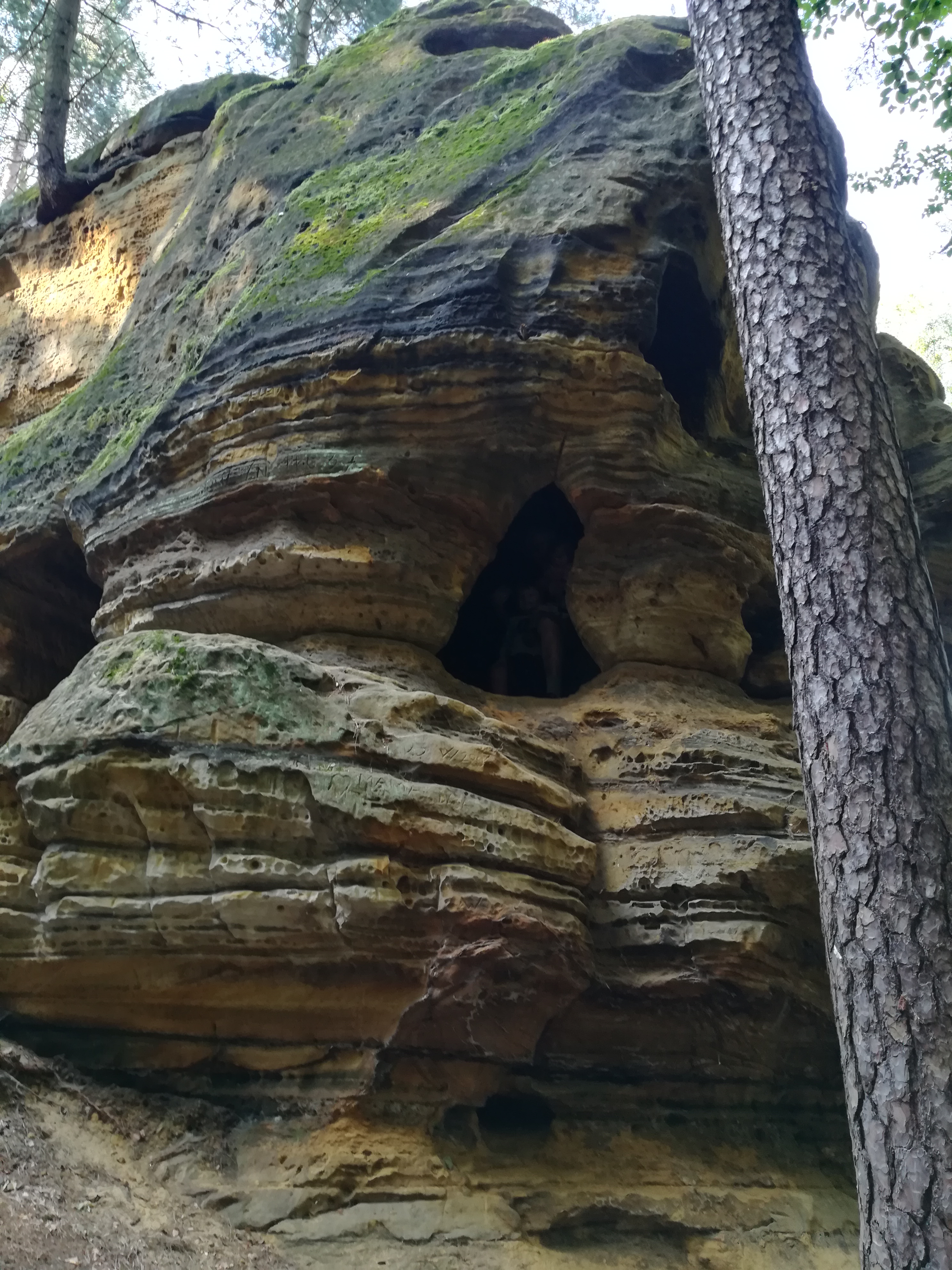
Pohled na „pozorovací okna“ Hlídkové jeskyně (léto 2020)

Hlídková jeskyně se nachází v okrese Česká Lípa v Libereckém kraji v nadmořské výšce asi 470 m. Jde o malou jeskyni (prostor s okénky, jakousi „skalní pozorovatelnu“) vytesanou do paty nevysoké pískovcové skály u cesty nad Modlivým dolem. Z určitého úhlu pohledu skála, jež jeskyni hostí, svým tvarem připomíná lidskou lebku a Hlídková jeskyně v ní tvoří pozorovatelnu s výhledem na cestu pod skalou. Uvnitř nevelkého prostoru s obdélníkovým vstupem do snadno přístupné Hlídkové jeskyně se nachází úzká vodorovná kamenná lavice a očazený výklenek (nejspíše sloužící jako místo pro malé ohniště, louč, svíčku nebo petrolejovou lampu).

## Dostupnost
Hlídková jeskyně je dostupná z obce Svojkov postupem (zhruba východním směrem) po pěší turistické červeně značené trase E10 přes Modlivý důl. Trasa E10 postupuje dále z Modlivého dolu severovýchodním směrem k vrchu Slavíček (538 m n. m.). Hlídková jeskyně se nachází (jen pár kroků napravo od E10) ve svahu (v posledně jmenovaném úseku) zhruba 110 metrů vzdušnou čarou od východního okraje Modlivého dolu.
Je ovšem možný i postup po červeně značené E10 opačným směrem, tedy ze Sloupského skalního města do Modlivého dolu. V tomto případě leží Hlídková jeskyně ve svahu vlevo na dohled od E10 cca 110 metrů před strmějším sestupem do východního okraje Modlivého dolu.